# Архиепархия Тлальнепантлы
Архиепархия Тлальнепантлы (лат. Archidioecesis Tlalnepantlanus) — архиепархия Римско-католической церкви с центром в городе Тлальнепантла-де-Бас, Мексика. Кафедральным собором архиепархии Тлальнепантлы является церковь Тела Христова. 

## История
13 января 1964 года Римский папа Павел VI издал буллу Aliam ex aliis, которой учредил епархию Тлальнепантлы, выделив её из архиепархии Мехико и епархии Тешкоко. В этот же день епархия Тлальнепантлы вошла в митрополию Мехико.
5 февраля 1979 года епархия Тлальнепантлы передала часть своей территории для учреждения новой епархии Куаутитлана.
17 июня 1989 года Римский папа Иоанн Павел II издал буллу Quoniam ut plane, которой возвёл епархию Тлальнепантлы в ранг архиепархии.
28 июня 1995 года архиепархия Тлальнепантлы передала часть своей территории для учреждения новой епархии Экатепека.

## Ординарии архиепархии
- епископ Felipe de Jesús Cueto González (13.01.1964 — 28.05.1979)
- епископ Адольфо Антонио Суарес Ривера (8.05.1980 — 8.11.1983 — назначен архиепископом Монтеррея, с 26 ноября 1994 года — кардинал)
- архиепископ Manuel Pérez-Gil y González (30.03.1984 — † 14.02.1996)
- архиепископ Ricardo Guízar Díaz (14.08.1996 — 5.02.2009)
- кардинал Карлос Агиар Ретес (5.02.2009 — 7.12.2017)
- архиепископ José Antonio Fernández Hurtado (25.01.2019 — н. в.)

## Источник
- Annuario Pontificio, Libreria Editrice Vaticana, Città del Vaticano, 2003, ISBN 88-209-7422-3
- Bolla Aliam ex aliis Архивная копия от 16 сентября 2019 на Wayback Machine, AAS 56 (1964), стр. 671  (лат.)
- Булла Quoniam, ut plane Архивная копия от 16 мая 2014 на Wayback Machine  (лат.)